# Fronio
En la mitología griega, Fronio (Φρόνιος) es el padre de Noemón.
Para que Telémaco vaya a Pilos en busca de su padre, Odiseo, o de noticias de él, Atenea toma la forma del muchacho y consigue que Noemón le preste un navío.

«Entonces la diosa de ojos brillantes, Atenea, concibió otra idea. Tomando la forma de Telémaco marchó por toda la ciudad y poniéndose cerca de cada hombre les decía su palabra; les ordenaba que se congregaran con el crepúsculo junto a la rápida nave. Después pidió una rápida nave a Noemón, esclarecido hijo de Fronio, y él se la ofreció de buena gana. Y se sumergió Helios y todos los caminos se llenaron de sombras.»
Odisea, II, 382 y ss.